# Fay Gauthier
Fay Gauthier ist eine US-amerikanische Theater- und Filmschauspielerin, Sängerin und Songwriterin.

## Leben
Gauthier besuchte von 1987 bis 1991 das Boston College, wo sie ihren Bachelor of Arts in den Fächern Kommunikation und Filmwissenschaft erlangte. Anschließend folgten Schauspielkurse und erste Engagements in Theatern. Von 1995 bis 2005 arbeitete sie für das Pharmaunternehmen GlaxoSmithKline als Executive Sales Consultant. Sie arbeitet seit 2006 als selbstständige Schauspielerin und ist seit 2017 als Popmusikerin tätig.
2005 feierte sie ihr Filmschauspielerdebüt in KatieBird *Certifiable Crazy Person, wo sie die Mutter der Hauptrolle verkörperte. Nach Besetzungen in Kurzfilmen und Nebenrollen in Spielfilmen hatte sie 2016 eine der Hauptrollen in Independents – War of the Worlds inne.

## Filmografie
- 2005: KatieBird *Certifiable Crazy Person
- 2007: Into the Arms of Strangers
- 2009: Punching the Clown
- 2009: The Anniversary
- 2010: Mission Truthful Christmas (Kurzfilm)
- 2011: The Agency (Kurzfilm)
- 2012: Against the Grain
- 2014: Killing Happy (Kurzfilm)
- 2015: Play Date (Kurzfilm)
- 2016: Independents – War of the Worlds (Independents’ Day)
- 2017: Synching (Kurzfilm)

## Theater
- Never Murder A Ghost (West Valley Playhouse)
- The King & I (Westborough Players Club)
- Camelot (Yankee Theatre Wing)
- Bedroom Farce (Yankee Theatre Wing)
- Affairs of State (The Electric Lodge)
- More Precious Than Diamonds (Secret Rose Theatre)
- Henry & Hyde (Secret Rose Theatre)

## Diskografie
Alben
- 2006: Comic Strip (Newland Records, Veröffentlichungsdatum 5. Mai 2006)
- 2017: Firehead

Singles
- 2017: Be What You Are
- 2017: Living in a Daydream
- 2018: Shame
- 2019: Fade